# Et... Basta !
Pour les articles homonymes, voir Basta.
 (janvier 2013).
Si vous disposez d'ouvrages ou d'articles de référence ou si vous connaissez des sites web de qualité traitant du thème abordé ici, merci de compléter l'article en donnant les références utiles à sa vérifiabilité et en les liant à la section « Notes et références ».
Albums de Léo Ferré
Sur la scène...
(1973) L'Espoir
(1974)
Et... Basta ! est un album de Léo Ferré, paru en 1973.

## Caractéristiques artistiques
Cet album est dans la lignée d'Il n'y a plus rien[réf. souhaitée] : il s'agit d'un texte parlé sur des accompagnements de claviers, guitares acoustiques et percussions. Ferré parle de ses souvenirs, ses blessures, il offre un voyage aux sources de son inspiration : l'amour, la mer, la révolte, la solitude, la condition d'artiste.
La pochette représente un corbeau sur un fond bleu. Ce disque est en quelque sorte une forme de bilan parfois amer des cinq années qui se sont écoulées entre mars 1968 et 1973 (l'expression « 68 73 non stop » revient de nombreuses fois dans le texte comme une forme de refrain).
Ce disque que d'aucuns[Qui ?] considèrent comme incontournable s'achève sur une version parlée du titre Ni Dieu ni maître ; la version originale (chantée) fut précédemment enregistré dans un EP en 1965.

## Réception et postérité
Presse et public unanimes.[réf. souhaitée] Alain Bashung s'immerge dans l'écoute fascinée de cet album durant les sessions de son album Chatterton[réf. souhaitée]. Jacques Higelin a évoqué la découverte impressionnée de ce disque lors d'une émission en hommage à Ferré, diffusée en 2003.[réf. souhaitée]

## Titres
Textes et musiques sont de Léo Ferré. L'édition vinyle originale coupait Et... Basta ! en deux parties.
| No | Titre                           | Durée |
| -- | ------------------------------- | ----- |
| 1. | Et... Basta ! (Pas vrai, mec !) | 35:17 |
| 2. | Ni Dieu ni maître               | 3:52  |

## Musiciens
- Léo Ferré : piano, claviers analogiques, chant
- Marc Chantereau : percussions
- Paco Ibáñez : guitare acoustique
- Juan-Carlos Cedrón : guitare acoustique

## Production
- Prise de son : Mick Lanaro (non crédité)[1]
- Supervision & réalisation artistique : Richard Marsan
- Crédits visuels : Patrick Ullmann